# 2-Cyanacrylsäuremethylester
2-Cyanacrylsäuremethylester, auch Methylcyanacrylat genannt, ist ein Nitrilderivat des Methylesters der Acrylsäure und gehört damit zur Gruppe der Cyanacrylate.

## Chemische Eigenschaften
2-Cyanacrylsäuremethylester ist eine farblose, wenig viskose Flüssigkeit. Es polymerisiert schnell bei normalen Umgebungsbedingungen ohne Zusatz von weiteren Komponenten oder Zuführung von Energie.

## Herstellung
2-Cyanacrylsäuremethylester kann durch Umsetzung von Cyanessigsäuremethylester mit Formaldehyd in einer Knoevenagel-Kondensation hergestellt werden. Dabei entsteht zunächst ein Polymer, das durch Erhitzung auf eine Temperatur zwischen 140 °C und 260 °C wieder in die Monomere zerlegt werden kann.

## Verwendung
Die Verbindung wurde zuerst durch Forscher der Firma Eastman Kodak in den 1930/40er-Jahren untersucht und 1956 patentiert. Der erste kommerzielle Sekundenkleber (1958) basierte ebenfalls auf 2-Cyanacrylsäuremethylester. Heutzutage ist der Ethylester, 2-Cyanacrylsäureethylester, bei weitem der wichtigste Vertreter, während die Bedeutung des Methylesters nachlässt.